# N. Otto Heinertz
Nils Otto Heinertz, född 5 november 1876 i Håslövs församling, Malmöhus län, död 20 september 1957 i Katarina församling, Stockholms län var en svensk språkvetare. 
Heinertz blev student vid Lunds universitet 1895, filosofie kandidat 1898, filosofie licentiat 1904 och filosofie doktor 1906 på avhandlingen Die mittelniederdeutsche Version des Bienenbuches von Thomas von Chantimpré: das erste Buch. Han var docent i tyska språket vid Lunds universitet 1906–21, lärare vid Lunds privata elementarskola 1906–19, lektor vid Malmö tekniska läroverk 1919-22 och vid högre allmänna läroverket å Södermalm i Stockholm 1922–42. Han var kurator för Malmö nation i Lund 1907–09. 
Heinertz utgav vetenskapliga avhandlingar, läroböcker, läseböcker och uppsatser i filologiska tidskrifter. Han var redaktör för tidskriften "Moderna språk" (tillsammans med Herman Söderbergh) från 1912.
Han ligger begraven på Norra kyrkogården i Lund.